# Regering-Martens VI
De regering-Martens VI (28 november 1985 - 21 oktober 1987) was een Belgische regering. Het was een coalitie tussen de CVP/PSC (49 en 20 zetels) en de PRL/PVV (24 en 22 zetels). 
De regering volgde op de regering-Martens V na de verkiezingen van 13 oktober 1985. Het was een voortzetting van dezelfde coalitie. Ze werd opgevolgd door de regering-Martens VII nadat ze viel als gevolg van de Happart-kwestie.

## Maatregelen
De regering kreeg tijdens zijn ambt volmachten van het Parlement om besparingen door te voeren. Het besparingsplan werd het Sint-Annaplan, genoemd naar de Sint-Annapriorij van het kasteel Hertoginnedal waar het werd overeengekomen. Het doel was de Belgische begrotingstekort te herleiden tot 8% van het bbp eind 1987. De besparingsmaatregelen kwamen hard aan in de sociale sector en het onderwijs en leidden tot massale betogingen. Minister van Begroting Guy Verhofstadt (PVV), de motor achter de besparingen, kreeg hierbij de volle laag van de vakbonden.
Deze regering voerde ook het pensioensparen in, de zogenaamde 'derde pijler'.

## Samenstelling
De regering telde 15 ministers (inclusief de premier) en 13 staatssecretarissen. De CVP had 5 ministers (inclusief de premier) en 5 staatssecretarissen, PRL 4 ministers en 2 staatssecretarissen, PVV 3 ministers en 3 staatssecretarissen en de PSC 3 ministers en 3 staatssecretarissen.
| Ambtsbekleder       | Ambtsbekleder                      | Ambtsbekleder                         | Functie en bevoegdheden | Termijn                            | Partij                  |
| Kernkabinet         | Kernkabinet                        | Kernkabinet                           | Kernkabinet | Kernkabinet                        | Kernkabinet             |
| ------------------- | ---------------------------------- | ------------------------------------- | --- | ---------------------------------- | ----------------------- |
|                     |                                    | Wilfried Martens (1936-2013)          | Premier | 28 november 1985 - 21 oktober 1987 | CVP                     |
|                     |                                    | Jean Gol (1942-1995)                  | Vicepremier Justitie en Institutionele Hervormingen                                                                              | 28 november 1985 - 21 oktober 1987 | PRL                     |
|                     |                                    | Charles-Ferdinand Nothomb (1936-2023) | Vicepremier Binnenlandse Zaken, Openbaar Ambt en Decentralisatie                                                                 | 18 oktober 1986 - 21 oktober 1987  | PSC                     |
|                     |                                    | Guy Verhofstadt (1953)                | Vicepremier Begroting, Wetenschapsbeleid en Plan                                                                                 | 28 november 1985 - 21 oktober 1987 | PVV                     |
|                     |                                    | Philippe Maystadt (1948-2017)         | Vicepremier | 18 oktober 1986 - 21 oktober 1987  | PSC                     |
| Economische Zaken   | 28 november 1985 - 21 oktober 1987 | Philippe Maystadt (1948-2017)         | |                                    | PSC                     |
| Ministers           |                                    |                                       | |                                    |                         |
|                     |                                    | Leo Tindemans (1922-2014)             | Buitenlandse Betrekkingen | 28 november 1985 - 21 oktober 1987 | CVP                     |
|                     |                                    | Mark Eyskens (1933)                   | Financiën | 28 november 1985 - 21 oktober 1987 | CVP                     |
|                     |                                    | Louis Olivier (1923-2015)             | Openbare Werken | 28 november 1985 - 21 oktober 1987 | PRL                     |
|                     |                                    | Herman De Croo (1937)                 | Verkeerswezen en Buitenlandse Handel                                                                                             | 28 november 1985 - 21 oktober 1987 | PVV                     |
|                     |                                    | Michel Hansenne (1940)                | Tewerkstelling en Arbeid | 28 november 1985 - 21 oktober 1987 | PSC                     |
|                     |                                    | Daniël Coens (1938-1992)              | Onderwijs | 28 november 1985 - 21 oktober 1987 | CVP                     |
|                     |                                    | Jean-Luc Dehaene (1940-2014)          | Sociale Zaken en Institutionele Hervormingen                                                                                     | 28 november 1985 - 21 oktober 1987 | CVP                     |
|                     |                                    | François-Xavier de Donnea (1941)      | Landsverdediging en Brusselse Gewest                                                                                             | 28 november 1985 - 21 oktober 1987 | PRL                     |
|                     |                                    | Jacky Buchmann (1932-2018)            | Middenstand | 28 november 1985 - 21 oktober 1987 | PVV                     |
|                     |                                    | André Damseaux (1937-2007)            | Onderwijs | 28 november 1985 - 9 maart 1987    | PRL                     |
|                     |                                    | Antoine Duquesne (1941-2010)          | Onderwijs | 9 maart 1987 - 21 oktober 1987     | extraparlementair (PRL) |
|                     |                                    | Joseph Michel (1925-2016)             | Binnenlandse Zaken, Openbaar Ambt en Decentralisatie                                                                             | 18 oktober 1986 - 21 oktober 1987  | PSC                     |
| Staatssecretarissen |                                    |                                       | |                                    |                         |
|                     |                                    | André Kempinaire (1929-2012)          | Ontwikkelingssamenwerking, toegevoegd aan de minister van Buitenlandse Betrekkingen                                              | 28 november 1985 - 21 oktober 1987 | PVV                     |
|                     |                                    | Etienne Knoops (1934)                 | Buitenlandse Handel, toegevoegd aan de minister van Buitenlandse Handel                                                          | 28 november 1985 - 21 oktober 1987 | PRL                     |
|                     |                                    | Pierre Mainil (1925-2013)             | Pensioenen, toegevoegd aan de minister van Sociale Zaken                                                                         | 28 november 1985 - 21 oktober 1987 | PSC                     |
|                     |                                    | Paula D'Hondt (1926-2022)             | Posterijen, Telegrafie en Telefonie, toegevoegd aan de Eerste Minister                                                           | 28 november 1985 - 21 oktober 1987 | CVP                     |
|                     |                                    | Paul De Keersmaeker (1929-2022)       | Europese Zaken en Landbouw, toegevoegd aan de minister van Buitenlandse Betrekkingen                                             | 28 november 1985 - 21 oktober 1987 | CVP                     |
|                     |                                    | Firmin Aerts (1929)                   | Energie, toegevoegd aan de minister van Economische Zaken                                                                        | 28 november 1985 - 21 oktober 1987 | CVP                     |
|                     |                                    | Georges Mundeleer (1921-2001)         | Justitie en Middenstand, toegevoegd aan de minister van Justitie en de minister van Middenstand                                  | 28 november 1985 - 21 oktober 1987 | PRL                     |
|                     |                                    | Jan Bascour (1923-1996)               | Brusselse Gewest, toegevoegd aan de minister van het Brusselse Gewest                                                            | 28 november 1985 - 21 oktober 1987 | PVV                     |
|                     |                                    | Guy Lutgen (1936-2020)                | Modernisering en Informatisering van de Openbare Diensten, toegevoegd aan de Eerste Minister                                     | 28 november 1985 - 21 oktober 1987 | PSC                     |
|                     |                                    | Louis Bril (1939)                     | Openbaar Ambt en Wetenschapsbeleid, toegevoegd aan de minister van Openbaar Ambt en de minister van Wetenschapsbeleid            | 28 november 1985 - 21 oktober 1987 | PVV                     |
|                     |                                    | Jean-Louis Thys (1939-1999)           | Brusselse Gewest, toegevoegd aan de minister van het Brusselse Gewest                                                            | 28 november 1985 - 21 oktober 1987 | PSC                     |
|                     |                                    | Miet Smet (1943-2024)                 | Leefmilieu en Maatschappelijke Emancipatie, toegevoegd aan de minister van Sociale Zaken                                         | 28 november 1985 - 21 oktober 1987 | CVP                     |
|                     |                                    | Wivina Demeester (1943)               | Volksgezondheid en Gehandicaptenbeleid, toegevoegd aan de minister van Sociale Zaken en de minister van Tewerkstelling en Arbeid | 28 november 1985 - 21 oktober 1987 | CVP                     |

### Herschikkingen
- Op 18 oktober 1986 nam Charles-Ferdinand Nothomb ontslag naar aanleiding van de kwestie-Happart. Philippe Maystadt verving hem als vicepremier, en Joseph Michel (PSC) verving hem als minister van Binnenlandse Zaken.
- Op 9 maart 1987 verving Antoine Duquesne (PRL) André Damseaux (PRL) als minister van Onderwijs. Damseaux nam ontslag wegens kritiek op zijn onderwijshervorming.

## Val
Naar aanleiding van de kwestie-Happart diende premier Martens op 14 oktober 1986 een eerste keer het ontslag van de regering aan koning Boudewijn aan. De crisis werd echter voorlopig bedwongen door het slachtofferen van Charles-Ferdinand Nothomb (PSC). De kwestie was echter niet ten gronde opgelost en het vormde alsnog de aanleiding voor het ontslag van de regering een jaar later, op 21 oktober 1987.
Uit het getuigenis van Jef Houthuys bleek dat het wantrouwen van de vakbonden tegenover Guy Verhofstadt ("da joenk") eveneens als oorzaak van het verdwijnen van de regering Martens VI dient te worden gezien. Dit ongenoegen kwam tot uiting in de gesprekken van Poupehan.
De ploeg werd herbenoemd met beperkte bevoegdheden onder de naam Martens VII met het oog op nieuwe verkiezingen en grondwettelijke hervormingen.